# 理性主義
理性主義（りせいしゅぎ、英: rationalism）は、確たる知識・判断の源泉として（人間全般に先天的に備わっている機能・能力であると信じる）「理性」を拠り所とする、古代ギリシア哲学以来の西洋哲学に顕著に見られる特徴的な態度のこと。日本では合理主義とも訳されるが、これだと「理性」に依拠するというその原義・特異性が分かりづらくなってしまい、「（考え・議論・物事を）ある道理・理屈・基準に合わせる（適合させる）態度」という全く別の意味にも解釈できる多義的な語彙にもなってしまうため、適切な訳とは言えない。
この「ラショナリズム」という言葉は、元々は17世紀から18世紀にかけての近代哲学認識論における、認識の端緒を「経験」に求める英国系の議論（イギリス経験論）と、「理性」に求める欧州大陸系の議論（大陸合理論）を便宜的に大まかに区別するために生み出されたものだが、「理性」に依拠する態度としての「ラショナリズム」自体は、西欧近代固有のものではなく、元来、古代ギリシア哲学に端を発し、中世スコラ学の時代も通じて、西洋哲学全体の主流を成してきた特徴・傾向でもあるので、遡ってそれらを説明する際にも用いられる。
また、上記区分にしても、あくまでも西欧近代初頭の認識論における、「認識の端緒・発端をどこに求めるか」についての便宜的区分に過ぎず、「経験論」に括られる人々、例えば代表格であるジョン・ロックにしても、（先行するトマス・ホッブズ等と同じく）「理性」の反映である「自然法」に基づく社会契約を主張するなど、他の文明圏から見れば、彼らもまた全体としては「理性」を信頼し、そこに依拠する「理性主義」的性格を多分に併せ持っている点にも注意が必要である。それは別枠で括られて後続するカントやヘーゲル等にも共通して言えることである。それほどまでに「理性主義」は西洋哲学全般に渡って広範かつ根深く浸透してきた思考傾向・態度だと言える。

## 歴史

### 古代
西洋哲学における「理性主義」の嚆矢となるのは、古代ギリシア哲学において、イタリア半島南部（マグナ・グラエキア）を拠点として活動し、数学（幾何学）や論理を探求する「数理哲学・論理哲学」を形成してきた、ピタゴラス学派やエレア派（総称して「イタリア学派」とも言う）である。彼らが醸成した「数学」（幾何学）や「論理学」は、その後の後世において「理性」概念とそれへの信頼・信奉（理性主義）を支える基幹的な根拠となり続けた。
自然哲学であるイオニア学派に括られるヘラクレイトスも、ピタゴラスに学び、「ロゴス」（希: λόγος）の概念を広めた。その後、この「ロゴス」（希: λόγος）という語・概念が、「理性」や「論理・理論」を意味するギリシア語として定着した。
道徳哲学（倫理学）の祖であるソクラテスも、問答法（弁証法、ディアレクティケー）を駆使して理知的に「徳」（アレテー）を探求したという点で、理性主義の祖に加えることができる。
プラトンは上記の全てに影響を受けつつ、ギリシア哲学における「理性主義」を確固たるものとして大成した。特に、40歳頃にイタリア半島へと旅行し、ピタゴラス学派やエレア派と交流を持ってからはその影響が顕著であり、その後に書かれた『メノン』『パイドン』『国家』『パイドロス』といった初期末から中期にかけての著作からは、その内容が全面に出てくる。『メノン』では、ソクラテスが「人間の内にある、輪廻を繰り返している不死の魂（プシュケー） --- そこには太古の世界の真理（イデア）の記憶が眠っている --- から全ての知恵が生じる」という物語と、幾何学の手ほどきを通して何も知らなかったメノンの召使から新たな知識を引き出すエピソードを提示しつつ、対象について何も知らなくても内なる魂に理知的に問いかければ自ずとその知識が生じる（思い出される、想起される）という説が展開される。こうした説は、その後も『パイドン』『パイドロス』等で繰り返し反復される。また同時に、感覚的に捉えられる物理的世界は、理性・魂によってのみ近接できる真実在である「イデア」を元に生み出された仮象に過ぎないという「イデア論」も、中期以降展開される。『国家』においては、「善のイデア」を追求しつつ国家を統治すべき哲人王が修養すべき教育として、「数学（幾何学）」や「弁証法（論理学）」が提示される。最後の対話篇である『法律』においても、法律重視や、哲人王から夜の会議への転換など、いくらか姿勢変化はあるものの、「数学（幾何学）」「弁証法（論理学）」重視姿勢自体は一貫して変わらない。彼の学園であるアカデメイアでも、主に「数学（幾何学）」「弁証法（論理学）」が教えられた。
このように、プラトンは数学（幾何学）や論理に寄生していた古代ギリシアの「理性主義」を、「イデア論」や「魂の想起説」などの説で補強しつつ、倫理学・政治学へと拡大させ、その著作や学園アカデメイアの後輩（アカデメイア派）を通じて、後世へと普及させる役割を果たした。また、彼の思想からは後世にネオプラトニズム（新プラトン主義）が生まれたり、グノーシス主義の成立に大きな影響を与えたり、キリスト教神学・キリスト教哲学に影響を与えたりもした。
アリストテレスは、師プラトンと比べると自然哲学（自然学）の造詣が深い人物だったが、他方で『オルガノン』『形而上学』『ニコマコス倫理学』などに見られるように、論理学・形而上学・倫理学をより精緻化・体系化して発展させた側面もあり、特に『オルガノン』（『分析論前書』『分析論後書』）によって大成された「論証」（アポデイクシス）・「三段論法」（シュロギスモス）は、後世で論理学の基礎として参照され続け、『形而上学』と共に中世のスコラ学や近代哲学認識論の大陸合理論以降系譜にも圧倒的な影響を与えるなど、プラトンの「理性主義」をより強化・発展させた。彼の思想・著作は学園リュケイオンの後輩（ペリパトス派（逍遥学派））へと継承され、ローマや中東へと伝播された。
ストア派も、アリストテレスのペリパトス派（逍遥学派）と同じく、折衷的な性格の学派であり、感覚・物理性と実践を重視する反面、理性を通じて「定め」（ヘーマルメネー）を知り、自然と一致して生きることを志向するといった、理性に依拠する「理性主義」的側面も持ち合わせている。ストア派は、アカデメイア派やペリパトス派（逍遥学派）等と並んで、ヘレニズム期に隆盛し、ローマ帝国においても浸透した。

### 中世
キリスト教に席巻された中世においては、まず8世紀までに教父達によって上記のギリシア哲学の知的遺産、とりわけプラトニズムがキリスト教の体系内へと吸収され、キリスト教神学・キリスト教哲学が形成・醸成された。続いて9世紀から15世紀にかけては、中東・イスラム圏を経由してアリストテレスの書物・思想が再輸入された影響もあり、その論理学・形而上学が反映されたスコラ学が誕生し醸成された。
この時代、理性や論理学はキリスト教の神と教義の下に置かれ、それを補強するための材料となったが、他方で古代と比べて自然哲学的営みが相対的に低調になり、思弁的・内省的性格が強まったことで、「理性主義」的体質はかえって温存・強化された。特にスコラ学で醸成された各種の議論・理論は、後の近代哲学や近代社会思想の主要な知的リソースの1つともなった。

### 近世・近代

#### 狭義の理性主義（合理主義）
ルネサンスによって古代のギリシア文化、そしてギリシア哲学の知的資産が本格的に復興・普及されるようになり、更に17世紀に入り数学を伴って天文学・古典力学が発達（復興）する科学革命が起きる中、古代や中世の知的資産とその影響を引き継ぎつつも、それらとはまた違った形で「理性主義」が開花するようになる。
近代における理性主義（合理主義）の嚆矢は、数学者でもあったルネ・デカルトである。彼は方法的懐疑によって得られる「我思う、ゆえに我あり」という原理を出発点とし、理性によって形作られる、プラトンより更に自己完結性が高い、過激な理性主義（合理主義）的形而上学体系を作り上げた。「思惟実体」（精神）とそれ以外の「延長実体」（物質）という独立した二元論的実体によって成り立つ彼の世界観では、後者は前者の数理的表現に還元できるので（機械論的自然観）、経験対象・内容に囚われる必要が無くなる。彼の作り上げた体系は、最終的には神を要請するものではあるが、キリスト教色が抑えられ、理性優位という点で、中世のスコラ学とは一線を画するものであった。
マルブランシュは、司祭・神学者としての立場からデカルトの思想を継承し、その二元論の統合に務めたので、フランスにおけるデカルトの継承者とみなされた。
スピノザも、デカルトの影響を受けつつ、それを汎神論的な論証体系としてまとめ上げた。また、彼の主著が『エチカ』（羅: ethica）と命名されていることからも分かるように、彼はその形而上学体系を、倫理学へと引き込み、社会化しようとしていた。
数学者でもあったライプニッツは、「モナド論」に基づく、独自の体系を形成した。
以上が、17世紀-18世紀の近代哲学認識論において、「大陸合理論」として括られる、狭義の理性主義（合理主義）である。

#### その他の理性主義
これに対置されるのが、ジョン・ロックをはじめとする「イギリス経験論」だが、既述の通り、この区別はあくまでも「認識の端緒・発端をどこに求めるか」による大まかな区別に過ぎず、「イギリス経験論」に括られる者であっても、「理性」を軽視したり否定したりしているわけではない点に注意が必要である。それどころか、ジョン・ロックは、トマス・ホッブズらと共に、「理性」の反映である「自然法」に基づく社会契約論を主張するなど、「理性」の働きを信頼・重視しており、西洋哲学全体の「理性主義」の文脈に属する「広義の理性主義者」であると言える。（真に経験のみに依拠すると、ヒュームのように懐疑論に陥ることになる。）
イマヌエル・カントは、『純粋理性批判』に始まる、「理性」自体を吟味・仕分けする批判哲学（先験哲学・超越論哲学）によって、「イギリス経験論」と「大陸合理論」を総合・統合したと評価されるが、「理性」の存在・機能・能力自体を自明のものとして前提とする点では、やはり「理性主義」の一種である。
ヘーゲルは、ドイツ観念論（ドイツ理想主義）の1人として括られ、人間の意識・主観の弁証法的展開を理論体系としてまとめた人物として知られるが、『精神現象学』の過程や、『法の哲学』序文の「理性的なものは現実的であり、 現実的なものは理性的である」という有名な一節からも分かるように、彼もまた「理性」の機能を信頼し、そこに依拠する広義の「理性主義者」の1人だと言える。

#### 啓蒙思想
近代哲学や科学革命とも連動している啓蒙思想（啓蒙主義）の潮流は、「啓蒙」（英: Enlightenment, 仏: Lumières, 独: Aufklärung）の語義 --- 「理性」の光で社会を照らす（啓発する） --- からも分かるように、まさしく「理性主義」的な潮流の1つである。
この啓蒙思想による合理的精神を基盤として、フランス革命をはじめとする「近代化」が進展していくことになる。
上記の中で未出の主な啓蒙思想家には、以下のような人物がいる。（ただし、下述するように、その著作・思想内容から、この内のジャン＝ジャック・ルソーをロマン主義（あるいは感情主義）、エティエンヌ・ボノ・ドゥ・コンディヤックを感覚主義に割り振って、「理性主義」と対置させることもある。）
- シャルル・ド・モンテスキュー
- （ジャン＝ジャック・ルソー）
- ヴォルテール
- ドゥニ・ディドロ
- （エティエンヌ・ボノ・ドゥ・コンディヤック）
- ニコラ・ド・コンドルセ

## 対立的思潮・理論

### 感覚論・経験論
既述の通り、「認識の端緒・発端」を巡って（過激な）「理性主義」と対置されるのが、感覚・知覚的経験にそれを求める「感覚論」「経験論」である。
ただし、上記した通り、「理性のみ」に頼る過激な理性主義も、「感覚・知覚的経験のみ」に頼る過激な感覚論・経験論も、全体から見れば少数派であり、実際は「感覚・知覚的経験を端緒としつつ、それを材料として育まれた理性機能・能力を信頼する」といった折衷的な立場が多い。
ちなみに、18世紀のイギリスで、「感覚」（sense、道徳感覚, moral sense）や「感情」（sentiment、道徳感情, moral sentiment）の働きを重視する道徳哲学を展開した、第3代シャフツベリ伯爵、フランシス・ハッチソン、デイヴィッド・ヒューム、アダム・スミス等を、「道徳感覚学派」（モラルセンス学派）と総称したりもする。

### 非理性主義
「理性主義」に対する反動として、感情・直観・体験・衝動に依拠するドイツ神秘主義・ロマン主義・生の哲学・実存主義などは、「非理性主義」（非合理主義）と総称される。
ロマン主義は、ルソー、ゲーテ、ワーズワース等が先駆となり、各種の芸術文化へと波及した。
生の哲学は、ショーペンハウアーやニーチェを先駆とし、ディルタイ、ジンメル、そしてベルクソン等がこれに連なる。
実存主義は、キルケゴールやニーチェを先駆とし、ヤスパース、ハイデッガー、サルトル等がこれに連なる。
いわゆるスピリチュアリズム（心霊主義）の類も、この範疇に加えることができる。

### ポストモダニズム
言語論・記号論・社会論を中心とした構造主義・ポスト構造主義によって、「理性的近代」を批判したり、その行き詰まりを打破しようとする思潮は、「ポストモダニズム」と総称される。
類似のものとして、下部構造決定論のマルクス主義がある。

### 保守主義
人間の「理性」の能力に懐疑的で、それに基づく急進的・過激な社会改革・革命を批判する立場を保守主義（英: conservatism）と言う。
近代における保守主義は、フランス革命を批判したエドマンド・バークを祖とし、フリードリヒ・ハイエクなどがこれに連なる。

### その他の限界論
20世紀初頭の数学基礎論におけるゲーデルの不完全性定理は、「理性主義」が古代ギリシャ以来依拠してきた「数学」「論理」の不完全性を明確にしたという点で、「理性の限界」の例として言及されたりする。
また、社会選択理論におけるアローの不可能性定理も、「理性的（合理的）社会システム」像の限界を示した例として言及される。

## 「理性」の究明
「心」や「魂」と同じく、旧来「理性」と漠然と表現されてきた脳機能について、脳科学・認知科学の分野において、分析的な解明が続いている。